# جون ر. كونواي
جون ر. كونواي (بالإنجليزية: John R. Conway)‏ هو سياسي أمريكي، ولد في 24 أغسطس 1825 في الإسكندرية في الولايات المتحدة، وتوفي في 4 أبريل 1870 في نيو أورلينز في الولايات المتحدة. حزبياً، نشط في الحزب الديمقراطي. وقد انتخب عمدة نيو أورلينز ‏.